# Ла-Манш
Ла-Ма́нш, или Англи́йский кана́л (фр. la Manche [МФА (фр.): [la mɑ̃ʃ]], англ. the English Channel [МФА: [ˈɪŋ.glɪʃ ˈtʃæn.(ə)l]]), — пролив между побережьем Франции и островом Великобритания. Под проливом с 1994 года проходит третий в мире по длине железнодорожный тоннель — Евротоннель; он же второй в мире по длине подводный тоннель.

## Географическое положение
Международная гидрографическая организация определяет границы пролива Ла-Манш следующим образом:

На западе:

Линия, соединяющая остров Вьерге (48°38′23″ с. ш. 4°34′13″ з. д.) с мысом Лендс-Энд (50°04′ с. ш. 5°43′ з. д.).

На востоке:

Юго-западная граница Северного моря.
Вместе с Па-де-Кале соединяет Северное море с Атлантическим океаном. Длина 578 км, ширина на западе 250 км, на востоке 32 км, наименьшая глубина на фарватере 23,5 м.
Основные порты: Портсмут, Саутгемптон, Гавр, Шербур. Крупнейшие острова пролива: Остров Уайт у берегов Великобритании и Нормандские острова у берегов Франции. Под проливом Па-де-Кале (Дуврский пролив, англ. Dover Strait), северо-восточным продолжением пролива Ла-Манш, между Дувром и Кале сооружён железнодорожный двухпутный тоннель (общая длина 52,5 км, в том числе 38 км под дном пролива).

## Геология
Пролив образовался в период плейстоцена в результате двух меганаводнений (425 тыс. лет и 200 тыс. лет назад) из-за прорыва вод из озера, ограниченного ледником, в районе современного Северного моря. Прорвавшаяся вода смыла перешеек (хребет Уилд-Артуа), соединявший в то время Британию и континент, и сформировала Па-де-Кале.

## Название
Слово Ла-Манш было заимствовано из французского названия пролива — la Manche (manche с фр. — «неширокий пролив, рукав» (далее от manica с лат. — «рукав», от manus с лат. — «рука»)), которое использовалось по меньшей мере с XVII века.

## Пересечение пролива Ла-Манш вплавь
Пловцы пересекают пролив Ла-Манш (точнее, наиболее узкую его часть — Па-де-Кале, или Дуврский пролив, 32 км) в тяжёлых условиях: холодная вода (от +15 до +18 °C летом), волны и ветер (заплывы проходят при волнении до 4 баллов по шкале Бофорта включительно), а также течения, вызванные приливами и отливами. В связи с этим за всю историю пролив Ла-Манш смогли преодолеть около 1000 человек (по состоянию на 2012 год) — это меньше числа людей, взошедших на Эверест.
- Первым в истории человечества пролив Ла-Манш переплыл британский пловец Мэттью Уэбб[англ.] в 1875 году за 21 час 45 минут. Первая женщина переплыла пролив в 1926 году за 14 часов 39 минут (Гертруда Эдерле, США).
- Спортсмены СССР пролив не переплывали. Первый россиянин, преодолевший пролив, — пловец-любитель Павел Кузнецов (35 лет) (22—23 августа 2006 года, 14 ч. 33 мин. 25 сек.). Россиянин Юрий Кудинов 24 августа 2007 года установил третье в мировом зачёте время 7 ч. 5 мин. 42 сек. В 2007 году пролив также преодолели две россиянки: 26 августа — Наталья Панкина[англ.] (8 ч. 11 мин.) и 6 сентября — Алла Кассиди (13 ч. 7 мин.)[8].
- Пётр Стойчев[англ.] (Болгария) в 2007 году первым проплыл быстрее 7 часов: 6 ч. 57 мин. 50 сек.
- Рекорд среди мужчин с сентября 2023 года принадлежит Андреасу Вашбургеру[англ.] (Германия) (6:45); среди женщин — чешской пловчихе Иветте Главачовой[англ.] (2006 год, 7 ч. 25 мин. 15 сек.).
- 21 сентября 1961 года через 43:10 после старта аргентинец Антонио Абертондо[англ.] стал первым человеком, который переплыл Ла-Манш в обе стороны с 4-минутным отдыхом во Франции.
- 1977 год — Синди Николя[англ.] из Канады — 19 ч. 55 мин. (побив рекорд Джона Эриксона[англ.] (США) — 30 часов в 1975 году; и первое в истории пересечение Ла-Манша в двух направлениях женщиной).
- В 1987 году рекорды в двойном (16:10) и тройном (28:21) Ла-Манше установил в одном заплыве (7:55+8:15+12:11) Филип Раш[англ.] (Новая Зеландия).
- С 1991 года рекорд среди женщин в двойном Ла-Манше принадлежит Сьюзи Марони (Австралия) — 17 ч. 14 мин.
- Женский рекорд в тройном Ла-Манше в 1990 году установила Элисон Стритер[англ.] (Великобритания) — 34:40.
- 17 сентября 2019 года Сара Томас[англ.] из США стала первым человеком, который переплыл Ла-Манш четыре раза подряд. Заплыв занял у неё 54 часа 10 минут. Рекорд остаётся непобитым в декабре 2024 года.
- Также отмечаются и самые медленные заплывы через пролив. Рекорд составляет 28 ч. 44 мин. (Джеки Кобелл, Великобритания, 2010 год)[9].
- 42-летний француз Филипп Круазон[англ.] стал первым человеком без рук и ног, которому удалось переплыть через Ла-Манш. Для этого он использовал специальные протезы, помогавшие ему поддерживать равновесие на воде, и тренировался по 35 часов в неделю. Филипп начал заплыв из британского порта Фолкстон и закончил его в районе французского города Виссан, затратив чуть более 14 часов[10].
- Разница в скоростных результатах заплывов объясняется не только мастерством участников, интенсивным судовым трафиком (до 600—700 судов в сутки) и погодными условиями, но и мастерством пилота катера сопровождения. Пловцам и пловчихам запрещается использование гидрокостюмов, но рекомендовано использование (через нанесение на кожу) специального жирового состава (Channel grease, 90 % ланолина, 10 % вазелина) — для защиты от контакта с агрессивной окружающей средой. Осуществляется выборочный допинговый контроль. Пловец не должен касаться во время заплыва каких-либо объектов (людей, лодок и прочего) Питание пловца обеспечивается путём передачи с катера сопровождения бутылок на верёвке или чашек на раздвижном шесте.
- Плавание через Ла-Манш — опасный вид спорта. 11 августа 2001 года практически на финише заплыва «был потерян визуальный контакт» с пловцом Уэли Штаубом (Швейцария). 21 июля 2012 года 45-летний ирландец Патрик Кейзи утонул около полуночи в 1 км от французского берега. 27 августа 2016 года 45-летний британец Ник Томас, которого обнаружили после 16 часов заплыва в 16 км от берега Франции, скончался в больнице.
- Самый молодой пловец, пересекший Ла-Манш, британец Том Грегори[англ.], переплыл пролив в 1988 году в возрасте 11 лет[11].

## Пересечение пролива Ла-Манш на транспортных средствах
- Француз Луи Блерио 25 июля 1909 года первым перелетел через Ла-Манш.
- Американка Гарриет Куимби 16 апреля 1912 года стала первой женщиной, перелетевшей через Ла-Манш.
- В 1974 году Бернард Томас из Ллехрида, Уэльс, пересёк на коракле Ла-Манш за 13 с половиной часов. Эта акция проводилась с целью продемонстрировать, что бычьи лодки индейского племени Мандан из Северной Дакоты могут происходить от уэльских кораклов, привезённых при переселении принцем Мадогом в XII веке[12].
- 12 июня 1979 года 26-летний американский велосипедист и дельтапланерист Брайен Аллен перелетел через Ла-Манш на мускулолёте Gossamer Albatross.
- 4 августа 2019 года 40-летний изобретатель из Франции Фрэнки Запате перелетел Ла-Манш на сконструированной летающей платформе Флайборд за 20 минут[13].

## Экология
Как на всякой загруженной судоходной линии, на Ла-Манше есть проблемы с охраной окружающей среды из-за судов с токсичными грузами и нефтяных танкеров, в больших количествах проходящих пролив. Порядка 40 % инцидентов с загрязнением окружающей среды в Великобритании происходит в Ла-Манше и его окрестностях. К примеру, при крушении контейнеровоза «Наполи» в 2007 году на берега залива Лайм (Юрское побережье) было выброшено порядка 1700 тонн опасного груза.

## В искусстве
- 2024 — Девушка и море, Великобритания, режиссёр Йоахим Рённинг